# Hemsleya chengyihana
Hemsleya chengyihana är en gurkväxtart som beskrevs av De Zhu Li. Hemsleya chengyihana ingår i släktet Hemsleya och familjen gurkväxter. Inga underarter finns listade i Catalogue of Life.